# Parafia św. Andrzeja Boboli w Rudzie Wolińskiej
św. Andrzeja Boboli – parafia rzymskokatolicka w Rudzie Wolińskiej, założona w 1958 roku.

## Zasięg parafii
Do parafii należą wierni z miejscowości: Budy, Czajków, Helenów, Młynki, Rudę Szostkowską, Rudę Wolińską, Szostek, Trzciniec i Żebrak.